# Липартиани, Георгий IV
Георгий Липартиани (ум. 1715) — владетельный князь (мтавар) Мегрелии (Георгий IV; 1691—1704 и с 1710, князь Салипартиано (Георгий IV; с 1682), князь Лечхуми (в 1704 году).

## Происхождение
Был сыном Кации Чиковани, князя Лечхуми (Лечхум-батони) и Салипартиано и Княжна Мзехатун Дадиани.

## Биография
После смерти отца унаследовал Салипартиано и Лечхуми и стал фактическим правителем Мегрелии. Чтобы укрепить своё положение, первоначально передал престол внебрачному сыну Левана III — Левану IV и правил от его имени. По словам Вахушти Багратиони: «Леван только носил имя дадиана и всеми делами управлял Липартиани». Столь же жестоко, как и его отец управлял Мегрелией. Истреблял знатные роды, продавал пленных в рабство туркам; по словам того же Вахушти: «завещал ему отец, чтобы людей в сапогах не оставлял на воле и людей в лаптях подчинял». Заключив союз с царем Имерети Александром, он получил от него в управление Лечхуми. Затем некоторое время поддерживал царя Арчила, но когда тот не пожелал закрепить за ним Лечхуми оставил его и ушел с войском в Мегрелию. Укрепив свою власть, Георгий в 1691 изгнал Левана IV и стал единоличным правителем. Вместе с другими вельможами Западной Грузии неоднократно менял царей на престоле Имерети. В 1704 г. назначил Владетелем Мегрелии своего старшего сына Кацию I, второму сыну Бежану отдал Лечхуми, следующему сыну Габриелу епископство Чкондидское, сам же остался князем Салипартиано. Поначалу сыновья находились в его полном подчинении, однако вскоре сыновья поссорились с ним, не простив ему развода с их матерью и в 1709 г. перешли на сторону имеретинского царя Георгия. Липартиани был вынужден бежать в Абхазию, но после смерти сына Кации вернул себе власть на Мегрелией. В это время он ненадолго принял сторону царя Георгия, потом изменил ему и в 1711 г. с помощью других князей посадил на трон Имеретии князя Гуриели. Затем боролся за власть в Мегрелии с своим вторым сыном Бежаном. Царь Георгий поддерживал то одного то другого. наконец в 1715 г. отец и сын помирились. Бежан послал к отцу католикоса Западной Грузии Григола, обещая покориться, если тот навестит его. Как пишет Вахушти: «на этом условии доверился Липартиани сыну […] и прибыл к нему с немногими слугами. Принял его Бежан благожелательно, но той же ночью схватил всех его слуг и выкрал у отца оружие, утром схватил его и посадил в крепость, затем привел мать свою, отпущенную Липартиани (то есть разведённую с ним) впустил опять к мужу, и оставались они вместе до кончины своей».

## Семья
Был женат первым браком на княжне Севдии, дочери князя Отии Микеладзе (разведены в 1681 г.) от этого брака родились:
- Кация I, владетельный князь Мегрелии (1704—1710)
- Бежан, владетельный князь Мегрелии (1715—1728)
- Дадиани Манучар, князь
- Антони, князь, митрополит
- Габриел, князь, архиепископ
- Дадиани Мзехатун, княжна. Была замужем за царем Имерети Георгием VII

Вторым браком был женат на княжне Тамаре Георгиевне Абашидзе (была в первом браке замужем за царем Имерети Александром IV, во втором за царем Имерети Георгием Гочия), третьим браком в 1710 г. женился на княжне Тамар, дочери Мамии V Гуриели, разведены в 1714 г. (вторым браком вышла замуж за царя Имерети Георгия VII), в 1714 г. вновь заключил брак со своей первой женой.